# Kosgi
Kosgi (telugu: కోస్గి) és una vila del districte de Mahbubnagar a l'estat indi d'Andhra Pradesh. La seva població era de 21.038 habitants el 2001.

## Història
Kosgi fou un estat tributari protegit del tipus zamindari, al districte de Gulbarga, principat d'Hyderabad, governat per la familia de Sir Salar Jang. La capital era Kosgi amb 8.228 habitants el 1901.